# ブンデールカンド
ブンデールカンド（ヒンディー語：बुन्देलखण्ड ヒンディー語: [bʊn.d̪eːl.kʰəɳɖ]、英語: Bundelkhand [ˈbʌndɪlˌkhʌnd]）は、インド中央部、マディヤ・プラデーシュ州北部とウッタル・プラデーシュ州の南西部を中心とした地域である。インド亜大陸の中央から北部に連なる山々に抱かれ、文化的特徴の濃い地域（英語）として独立案のある州（英語）に数えられる。山がちの地域は大部分がマディヤ・プラデーシュ州にあり、一部はウッタル・プラデーシュ州に分離している。
この名称は「ブンデーラの土地（カンド）」という意味で、この地域を支配したブンデーラ藩国に由来する。
主要な都市にジャーンシー、オールチャー、パンナ、カーリンジャル、バーンダー、チトラクート、ダティヤー、サーガル、カジュラーホー、マホーバー、ハミールプル、チャタルプルがあげられる。州の中核は2つあり、最大の都市ジャーンシーに対してサガールは同名の地域の中心。

## 歴史
長らくプラティーハーラ朝の支配下にあったが、カナウジ陥落による衰退により、10世紀頃にその封臣であったチャンデーラ朝が台頭した。
12世紀、強大なチャーハマーナ朝の侵略があったが、チャンデーラ朝は独立を保った。
1309年、チャンデーラ朝はデリー・スルターン朝のハルジー朝に滅ぼされ、それらはいくつかの小王国に分裂した。
1545年、スール朝の創始者シェール・シャーはカーリンジャルのラージプートを攻めようとした際、爆薬の爆発事故が原因で死亡した。
16世紀以降、ムガル帝国の支配下に置かれたが、ブンデールカンドの諸王国は独立性を保ち、オールチャー王国などが存在した。帝国の統治者はカールピーを中心にこれらを支配した。
17世紀後半、アウラングゼーブの治世、チャトラサールが反乱を起こし、ブンデールカンドに広大な版図を築いた。
18世紀、チャトラサールはマラーター王国との同盟の証として、自身のブンデールカンドの領域3分の1を割譲した。それのみならず、自身の娘マスターニーを王国宰相バージー・ラーオに嫁がせた。
1801年、マラーター王国の宰相バージー・ラーオ2世はイギリスとバセイン条約を締結し、イギリスはこの地域の支配権を得た。1811年にはブンデールカンド州となり、1853年には中央州に併合された。また、この過程で諸王国はイギリス従属下の藩王国となった。
1857年、インド大反乱勃発時には、ジャーンシーのラクシュミー・バーイーなどが反乱を起こすなど、大規模な反英闘争が起こった。
1947年、インド独立時には隣接するバゲールカンドとともにブンデールカンド州として1州を形成したが、1956年の州再編によりジャーンシーはウッタル・プラデーシュ州となり、他はマディヤ・プラデーシュ州となった。

## 行政区画の改革案
この地域は行政上、ウッタール・プラデーシュ州とマドゥーヤ・プラデーシュ州に分断されている。メヤワーティ率いる大衆社会党が政権を握った2011年、州として独立する案が浮かぶ。構成要素として7つの行政区分が想定され、ウッタール・プラデーシュの政治組織（Bundelkhand Akikrit 党）やブンデールカンド解放戦線（通称BMM＝Bundelkhand Mukti Morcha）はマドゥヤ・プラデーシュ州からも6区域を編入するよう提言し、反対派は同州を四裂させると案じた。2014年インド総選挙でウーマ・バハールティ党首はジャンシーを訪れ、自党が国政を執ったら3年以内にブンデールカンド州を設立すると有権者に公約した（政党はインド人民党）。この全国選挙では他の候補も同様の公約をしており、国会議員のリーダーのPradeep Jain Aditya（英語）もその1人である。
1960年代初頭より、州として独立するか、資源開発などで生活水準をあげてほしいという声が上がっていた。地理的にインド亜大陸のほぼ中央にあるプラデーシュの地は、南北に分断されている。サガールは分断前のインドの中心であり、それを記念するグラナイトのベンチ型の記念碑は、旧大英帝国の地質調査隊が元のキリスト教会の敷地内に記念碑として置いた。
鉱物資源は豊富であるのに、農業中心の生活水準はかなり低く、経済開発が立ち遅れ、地方政治や国政で十分に代表されてこなかった。地方に基盤を持つ政党や政治団体は複数あり、開発に弾みをつけよと述べるもの、独立州を主張するものもある。2州の分断と農業危機、ひいては農民の自殺の関係を述べる説もある。
2011年11月にウッタール・プラデーシュ州首長評議会から同州を4つに割る改革案が提出されると、この地域はその1つに数えられた。

## ギャラリー

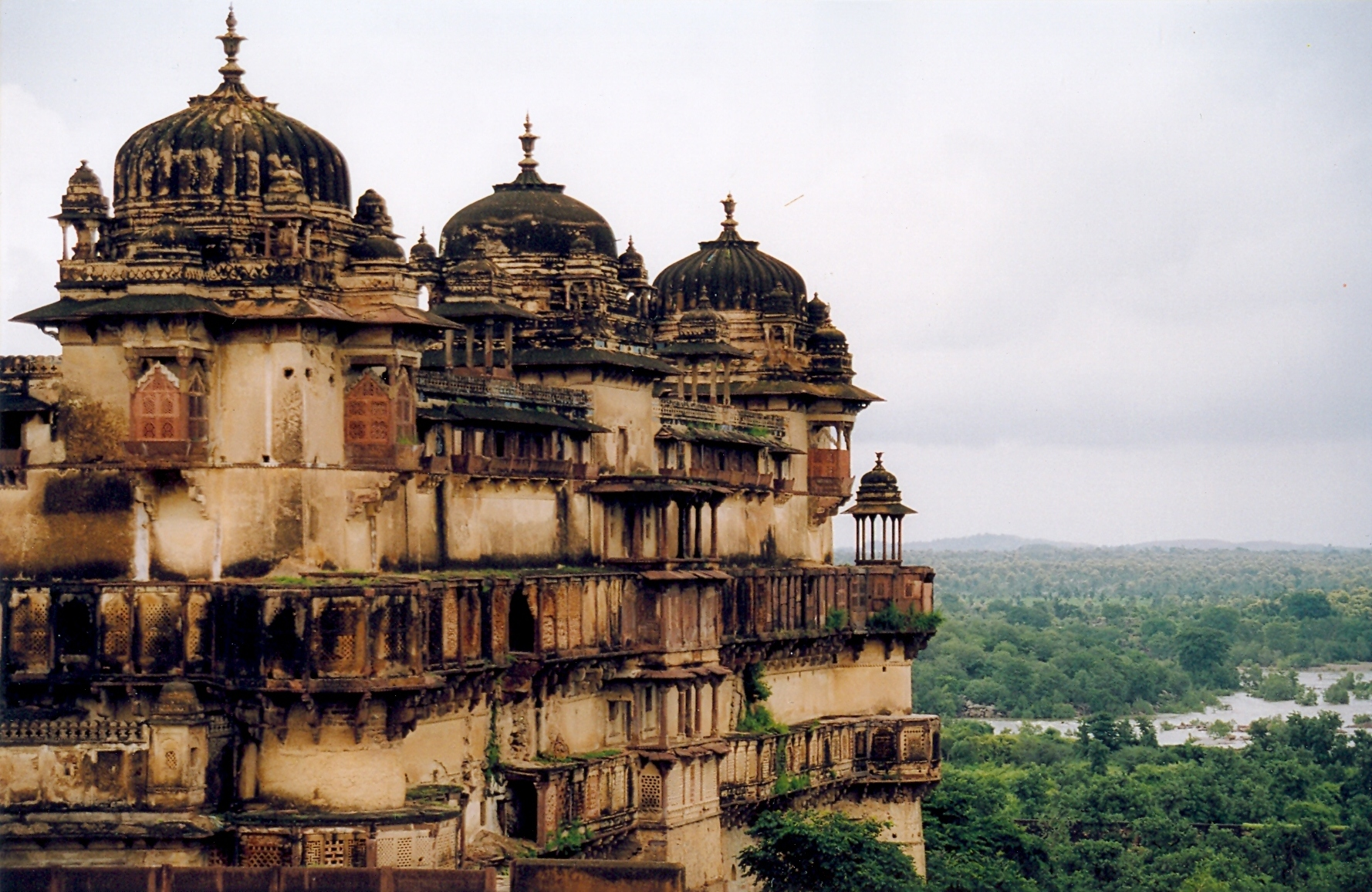
オールチャーのジャハーンギール・マハル
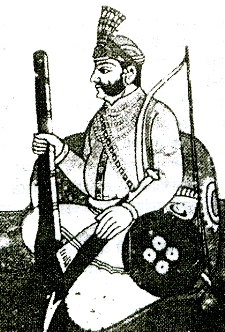
チャトラサール
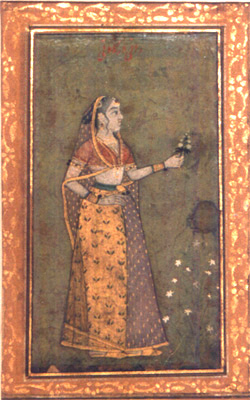
摂政女王ラニ・ドゥルガヴァティ
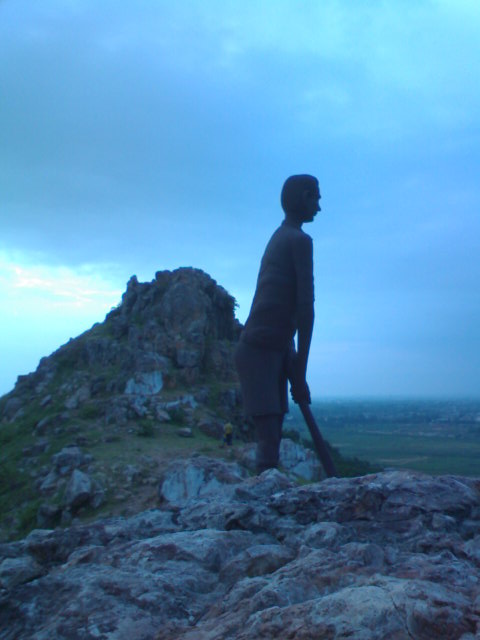
ディヤン・チャンドの像。国民的フィールドホッケー選手（シプリの丘）